# Alenka Dovžan
Alenka Dovžan (Piran, 1976. február 11. –) olimpiai bronzérmes szlovén alpesisíző.

## Pályafutása
Az SC Jesenice versenyzője volt. 1994. január 17-én Cortina d’Ampezzóban világkupa-győztes lett szuperóriás-műlesiklásban. 1994 és 2002 között három olimpián vett részt. Az 1994-es lillehammeri olimpián bronzérmet szerzett alpesi összetettben.

## Magánélete
Élettársa Edvin Karahodžić, a korábbi szlovén válogatott jégkorongozó, akivel egy éttermet vezetnek Jesenicében.

## Világkupa eredményei

### Idényenkénti helyezések
| Idény | Életkor | Helyezés | Műlesiklás | Óriás- műlesiklás | Szuperóriás- műlesiklás | Lesiklás | Összetett |
| ----- | ------- | -------- | ---------- | ----------------- | ----------------------- | -------- | --------- |
| 1994  | 17      | 13       | 20         | 32                | 4                       | 37       | 13        |
| 1995  | 18      | 43       | 35         | 37                | 22                      | —        | 10        |
| 1996  | 19      |          |            |                   |                         |          |           |
| 1997  | 20      | 99       | 52         | —                 | 42                      | —        | —         |
| 1998  | 21      | 38       | 16         | 24                | —                       | —        | —         |
| 1999  | 22      | 54       | 22         | 35                | —                       | —        | —         |
| 2000  | 23      | 51       | 17         | 46                | —                       | —        | —         |
| 2001  | 24      | 61       | 23         | 41                | —                       | —        | —         |
| 2002  | 25      | 49       | 27         | 25                | —                       | —        | —         |
| 2003  | 26      | 89       | —          | 34                | —                       | —        | —         |

### Dobogós eredményei
| Idény | Időpont          | Helyszín                       | Versenyszám            | Helyezés |
| ----- | ---------------- | ------------------------------ | ---------------------- | -------- |
| 1994  | 1994. január 17. | Cortina d’Ampezzo, Olaszország | szuperóriás-műlesiklás | 1.       |

## Sikerei, díjai
- Olimpiai játékok
  - bronzérmes: 1994, Lillehammer (összetett)